# Hylaeus punctus
Hylaeus punctus är en biart som beskrevs av Förster 1871. Hylaeus punctus ingår i släktet citronbin, och familjen korttungebin. Inga underarter finns listade i Catalogue of Life.